# Anne-Fleur Sautour
Anne-Fleur Sautour, née le 2 février 1975 , est une kayakiste française de descente, qui a aussi concouru sous les couleurs de la Slovénie.

## Carrière
Elle est médaillée d'or de K-1 classique par équipe à deux reprises, aux Championnats du monde de descente 1996 à Landeck avec Laurence Castet et Myriam Le Gallo et aux Championnats du monde de descente 1998 à Garmisch-Partenkirchen avec Magali Thiebaut et Anne-Blandine Crochet. Elle est aussi médaillée d'argent de K-1 classique par équipe sous les couleurs de la Slovénie aux Championnats du monde de descente 2000 à Treignac.